# София Ягеллонка (1522)
София Ягеллонка (пол. Zofia Jagiellonka; 13 июля 1522, Краков, королевство Польша — 28 мая 1575, Шёнинген, княжество Брауншвейг-Вольфенбюттель) — польско-литовская принцесса из дома Ягеллонов, урождённая принцесса Польская и княжна Литовская; в замужестве — герцогиня Брауншвейг-Люнебургская.

## Биография

### Происхождение
Принцесса София родилась в Кракове 13 июля 1522 года. Она была третьим ребёнком из шести детей в браке Сигизмунда I Старого, короля Польши и великого князя Литвы и его второй жены, миланской принцессы Боны Сфорца. Её братьями и сёстрами были принцесса Изабелла, принц Сигизмунд Август, принцесса Анна, принцесса Екатерина и принц Альберт.
По материнской линии дедом и бабушкой принцессы Софии были Джан Галеаццо Сфорца, герцог Миланский и принцесса Изабелла Неаполитанская, дочь неаполитанского короля Альфонсо II и принцессы Ипполиты Марии Сфорца. По отцовской линии дедом и бабушкой принцессы Софии были Казимир IV, король Польши и великий князь Литвы и эрцгерцогиня Елизавета Австрийская, дочь Альберта II, короля Германии и Елизаветы II, королевы Чехии.

### Брак
Между 22 и 25 февраля 1556 года принцесса София сочеталась браком с герцогом Генрихом V Брауншвейг-Люнебургским. Первым браком её супруг был женат на принцессе Марии Вюртембергской, от которой у него было восемь детей. Брак с принцессой Софией оказался бездетным. 11 июня 1568 года герцогиня овдовела. После смерти мужа она переехала в дом, принадлежавшей семье, в Шёнингене. Вскоре после этого, вдовствующая герцогиня вступила в спор с пасынком герцогом Юлием Брауншвейг-Люнебургским. Причиной конфликта был спор за владение Шёнингеном. Конфликт, казалось, был исчерпан, когда 17 января 1572 года стороны подписали соглашение. Однако герцог Юлий не исполнял условия договора. По этой причине в 1573 году вдовствующая герцогиня обратилась за помощью к Максимилиану II, императору Священной Римской империи.
Весной 1570 года она перешла из католичества в лютеранство, став единственной лютеранкой в династии Ягеллонов.
Герцогиня София Ягеллонка умерла 28 мая 1575 в Шёнингене. Она была похоронена в церкви Пресвятой Девы Марии в Вольфенбюттеле.